# Mathilde Monnier
Mathilde Monnier (Mulhouse, 2 aprile 1959) è una coreografa francese di danza contemporanea.
Ha diretto per 20 anni il centro coreografico nazionale di Montpellier ed è stata nominata, alla fine del 2013, capo del centro nazionale della danza di Parigi.

## Biografia
Allieva di Michel Hallet Eghayan a Lione, si unì nel 1981 alla compagnia di Viola Farber insieme a Didier Deschamps, che ha fondato nello stesso luogo il Centro nazionale di danza contemporanea di Angers; inoltre ha partecipato a coreografie di François Verret, con cui insieme a Josef Nadj ha creato nel 1983 La, una commissione per il gruppo di ricerca coreografico dell'opera di Parigi (GRCOP). Dopo alcune collaborazioni con Jean-François Duroure, proseguì la propria carriera da sola creando una decina di opere, prima di succedere a Dominique Bagouet come capo del centro coreografico di Montpellier nel 1994. Da quell'anno ha partecipato all'organizzazione del festival della danza di Montpellier, dove ha presentato anche delle coreografie da lei create.
Dopo essersi interessata alla scrittura jazz insieme a Louis Sclavis (Chinoiserie e Face nord nel 1991) si è interrogata sul corpo e sugli spazi legati al concetto di comunità, lavorando in Africa e a Montpellier insieme a persone autistiche, esperienze che le hanno aperto nuovi orizzonti. 
Dopo un soggiorno in Burkina Faso dove ha lavorato con Seydou Boro e Salia Sanou, nel 1993 ha creato Pour Antigone, con ballerini africani e occidentali, mentre L'Atelier en pièces  si concentra sul corpo e in particolare sull'autismo. Sviluppando questioni sociali, ha esplorato il disordine interiore arrivando a studiare la follia nelle opere Déroutes e Publique (rispettivamente del 2003 e del 2004).
Partecipando al Festival d'Avignone, Mathilde Monnier ha presentato Extasis (nel 1986) , Ainsi de suite (nel 1992), L’Atelier en pièces (nel 1996), Frère & Sœur  insieme a La Place du singe nel 2005, 2008 Vallée nel 2008. Nel 2010 ha realizzato Pavlova 3'23", che è strutturato su 9 proposte femminili o maschili che riproducono La morte del cigno. La musica originale di quest'opera è stata commissionata a Rodolphe Burger, ErikM, Heiner Goebbels, Olivier Renouf e Gilles Sivilotto.
Nel 2005 la regista Claire Denis le ha dedicato un documentario intitolato Vers Mathilde.
Dopo diversi mesi di voci su una possibile nomina come capo del centro nazionale della danza (CND) di Pantin, malgrado il suo rinnovo nel luglio 2013 al centro coreografico nazionale, è stata nominata direttrice del CND il 27 novembre 2013 dopo Monique Barbaroux.
Nel 2014 si è candidata alle elezioni municipali di Montpellier nella lista “Union de la gauche” guidata da Jean-Pierre Moure.
Nel 2020 ha lasciato il Centro nazionale della danza per stabilirsi nel terzo posto culturale di Montpellier La Halle Tropisme, dove è diventata artista residente.

## Premi e riconoscimenti
- 1986: Premio del Ministero della Cultura per Cru[1]

## Teatrografia
- 1983: La
- 1984: Pudique acide
- 1985: Cru
- 1985: Royal Stewart
- 1985: Extasis
- 1986: Mama, Monday, Sunday or Always
- 1987: Mort de rire
- 1988: Idée de mars
- 1988: Je ne vois pas la femme cachée dans la forêt
- 1989: À la renverse
- 1989: Cheval de quatre
- 1989: Récitatif
- 1990: Duos
- 1990: Sur le champ
- 1991: Chinoiserie (con Louis Sclavis)
- 1991: Face nord
- 1992: Dimanche
- 1992: Ainsi de suite
- 1992: Un petit peu d'exercice
- 1993: Pour Antigone
- 1995: Nuit
- 1996: L'Atelier en pièces
- 1997: Arrêtez, arrêtons, arrête
- 1997: Qui voyez vous ?
- 1999: Les Lieux de là
- 1999: Fantaisie
- 2001: Signé, signés
- 2001: Natt et Rose
- 2002: Allitérations (con Jean-Luc Nancy)
- 2002: 8 minutes
- 2002: À nos endroits
- 2002: Déroutes (con Erikm)
- 2002: La Petite Renarde rusée
- 2002: À sa guise
- 2002: Multi-materials
- 2003: Slide
- 2004: Publique
- 2004: Pièces
- 2005: Frère et Sœur
- 2005: La Place du singe (con Christine Angot)
- 2006: 2008 vallée (con Philippe Katerine)
- 2007: Tempo 76
- 2008: Gustavia (con La Ribot)
- 2009: Domaine public
- 2010: Soapéra (con Dominique Figarella)
- 2010: Pavlova 3'23"
- 2012: Twin Paradox
- 2012: Objets re-trouvés (con la collaborazione di Dalila Khatir)
- 2013: Qu'est ce qui vous arrive ?
- 2017: El Baile
- 2021: Records

## Filmografia
- Vers Mathilde, regia di Claire Denis (2005)
- Vingt et une nuits avec Pattie, regia di Arnaud e Jean-Marie Larrieu (2015)
- Tralala, regia di Arnaud e Jean-Marie Larrieu (2021)